# Leichtathletik-Weltmeisterschaften 2003/Weitsprung der Frauen

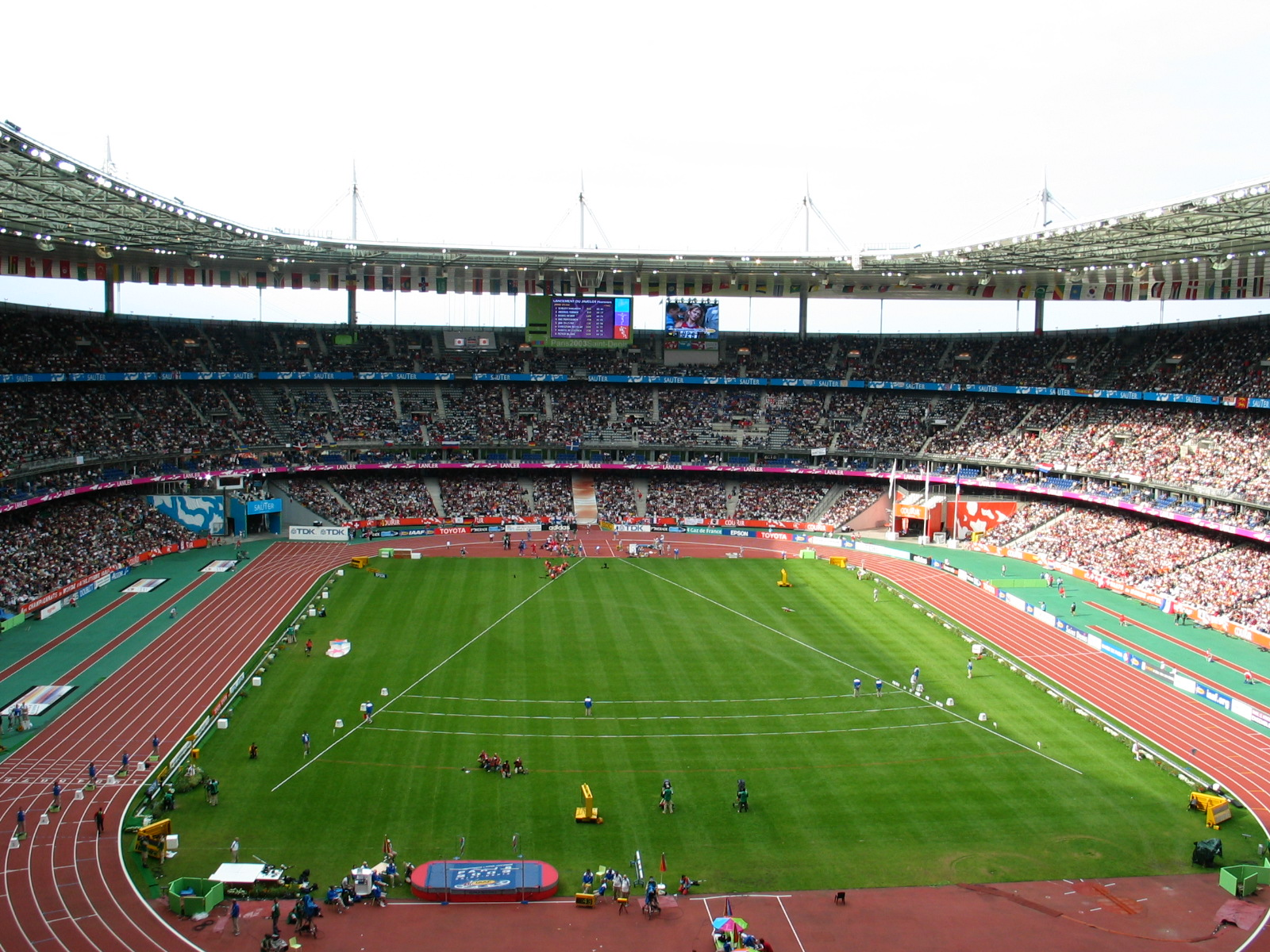
Stade de France in Paris/Saint-Denis am Schlusstag der Leichtathletik-Weltmeisterschaften

Der Weitsprung der Frauen bei den Leichtathletik-Weltmeisterschaften 2003 wurde am 28. und 30. August 2003 im Stade de France der französischen Stadt Saint-Denis unmittelbar bei Paris ausgetragen.
Es siegte die französische Siebenkampf-Weltmeisterin von 1999 Eunice Barber, die bis zu ihrer Einbürgerung 1989 in Frankreich für ihr Geburtsland Sierra Leone gestartet war. Sie hatte sechs Tage zuvor bereits Silber im Siebenkampf gewonnen.
Den zweiten Rang belegte die russische Vizeweltmeisterin von 2001, Olympiadritte von 2000 und amtierende Europameisterin Tatjana Kotowa.
Die Siegerin der Asienspiele 2002 Anju Bobby George aus Indien gewann die Bronzemedaille.

## Bestehende Rekorde
| Weltrekord | 7,52 m | Galina Tschistjakowa | Leningrad (heute St. Petersburg), Sowjetunion (heute Russland) | 11. Juni 1988     |
| WM-Rekord  | 7,36 m | Jackie Joyner-Kersee | WM 1987 in Rom, Italien                                        | 4. September 1987 |

Der bestehende WM-Rekord wurde bei diesen Weltmeisterschaften nicht eingestellt und nicht verbessert.

## Windbedingungen
In den folgenden Ergebnisübersichten sind die Windbedingungen zu den einzelnen Sprüngen benannt. Der erlaubte Grenzwert liegt bei zwei Metern pro Sekunde. Bei stärkerer Windunterstützung wird die Weite für den Wettkampf gewertet, findet jedoch keinen Eingang in Rekord- und Bestenlisten.
Bei diesen Weltmeisterschaften gab es keinen einzigen Sprung mit unzulässiger Windunterstützung.

## Legende
Kurze Übersicht zur Bedeutung der Symbolik – so üblicherweise auch in sonstigen Veröffentlichungen verwendet:
| – | verzichtet |
| x | ungültig   |

## Qualifikation
25 Teilnehmerinnen traten in zwei Gruppen zur Qualifikationsrunde an. Die Qualifikationsweite für den direkten Finaleinzug betrug 6,65 m. Vier Athletinnen übertrafen diese Marke (hellblau unterlegt). Das Finalfeld wurde mit den acht nächstplatzierten Sportlerinnen auf zwölf Springerinnen aufgefüllt (hellgrün unterlegt). So reichten für die Finalteilnahme schließlich 6,53 m.

### Gruppe A

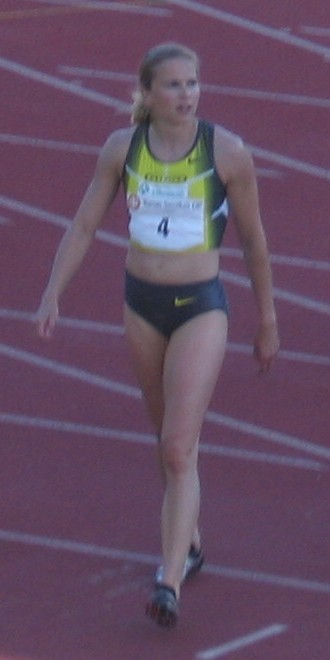
Johanna Halkoaho – 6,41 m reichten nicht zur Teilnahme am Finale

28. August 2003, 19:45 Uhr
| Platz | Name                  | Nation              | Resultat (m) | 1. Versuch (m) Wind (m/s) | 2. Versuch (m) Wind (m/s) | 3. Versuch (m) Wind (m/s) |
| 1     | Olga Rubljowa         | Russland            | 6,67         | 6,32 / +0,7               | x                         | 6,67 / −0,2               |
| 2     | Bronwyn Thompson      | Australien          | 6,65         | 6,41 / −0,4               | x                         | 6,65 / +0,3               |
| 3     | Jade Johnson          | Großbritannien      | 6,62         | 6,42 / ±0,0               | 6,62 / +0,5               | x                         |
| 4     | Tünde Vaszi           | Ungarn              | 6,55         | 6,33 / +0,2               | 6,35 / −0,7               | 6,55 / −0,1               |
| 5     | Concepción Montaner   | Spanien             | 6,53         | 4,89 / −0,1               | 6,48 / +0,3               | 6,53 / −0,1               |
| 6     | Guan Yingnan          | Volksrepublik China | 6,51         | 6,51 / +0,3               | 6,49 / −0,1               | 6,33 / ±0,0               |
| 7     | Johanna Halkoaho      | Finnland            | 6,41         | 6,41 / +0,3               | x                         | 5,48 / +0,4               |
| 8     | Niki Xanthou          | Griechenland        | 6,37         | 6,20 / −0,2               | x                         | 6,37 / +0,5               |
| 9     | Aisha Onika James     | Trinidad und Tobago | 6,36         | 6,36 / −0,1               | x                         | 6,09 / ±0,0               |
| 10    | Jackie Edwards        | Bahamas             | 6,34         | 6,30 / −0,2               | 6,34 / +0,4               | 6,24 / +0,1               |
| 11    | Kumiko Imura          | Japan               | 6,15         | 6,15 / ±0,0               | 4,09 / +0,4               | 6,13 / ±0,0               |
| NM    | Anastasiya Juravlyeva | Usbekistan          | ogV          | x                         | x                         | x                         |

### Gruppe B

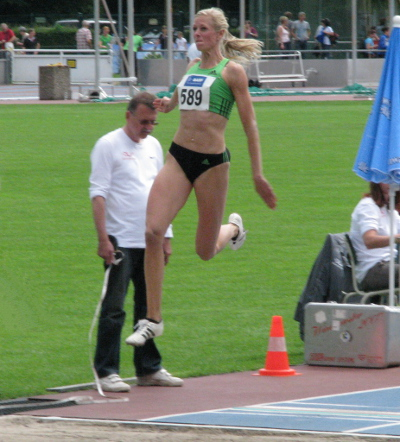
Bianca Kappler schied als Gesamt-Dreizehnte der Qualifikation mit 6,53 m aus

28. August 2003, 19:45 Uhr
| Platz | Name                  | Nation       | Resultat (m) | 1. Versuch (m) Wind (m/s) | 2. Versuch (m) Wind (m/s) | 3. Versuch (m) Wind (m/s) |
| 1     | Eunice Barber         | Frankreich   | 6,78         | 6,78 / ±0,0               | –                         | –                         |
| 2     | Ljudmila Galkina      | Russland     | 6,72         | 6,25 / +0,1               | 6,72 / +0,2               | –                         |
| 3     | Anju Bobby George     | Indien       | 6,59         | 6,59 / +0,2               | x                         | x                         |
| 4     | Fiona May             | Italien      | 6,57         | 6,57 / +0,1               | 6,20 / +0,1               | 6,56 / −0,1               |
| 5     | Valentina Gotovska    | Lettland     | 6,56         | 6,56 / ±0,0               | 6,56 / +0,1               | x                         |
| 6     | Tatjana Kotowa        | Russland     | 6,56         | x                         | 6,29 / −0,2               | 6,56 / ±0,0               |
| 7     | Grace Upshaw          | USA          | 6,55         | x                         | 6,55 / ±0,0               | 6,48 / ±0,0               |
| 8     | Bianca Kappler        | Deutschland  | 6,50         | 6,29 / −0,1               | 6,35 / ±0,0               | 6,50 / ±0,0               |
| 9     | Olivia Wöckinger      | Österreich   | 6,38         | 6,38 / ±0,0               | 6,07 / ±0,0               | x                         |
| 10    | Elva Goulbourne       | Jamaika      | 6,27         | x                         | 6,09 / +0,1               | 6,27 / ±0,0               |
| 11    | Styliani Pilatou      | Griechenland | 6,21         | 6,05 / ±0,0               | 5,97 / ±0,0               | 6,21 / −0,1               |
| 12    | Jelena Koschtschejewa | Kasachstan   | 6,13         | x                         | 6,13 / +0,3               | 6,05 / +0,4               |
| 13    | Adina Anton           | Rumänien     | 6,09         | x                         | 6,09 / +1,0               | x                         |
| DNS   | Inessa Krawez         | Ukraine      |              |                           |                           |                           |

## Finale
30. August 2003, 18:05 Uhr
| Platz | Name                | Nation         | Resultat (m) | 1. Versuch (m) Wind (m/s) | 2. Versuch (m) Wind (m/s) | 3. Versuch (m) Wind (m/s) | 4. Versuch (m) Wind (m/s)                     | 5. Versuch (m) Wind (m/s)                     | 6. Versuch (m) Wind (m/s)                     |
| 1     | Eunice Barber       | Frankreich     | 6,99         | 6,52 / ±0,0               | 6,74 / +0,1               | x                         | 6,48 / −0,3                                   | x                                             | 6,99 / +0,4                                   |
| 2     | Tatjana Kotowa      | Russland       | 6,74         | x                         | 6,74 / +0,1               | x                         | 6,56 / −0,1                                   | 6,72 / +0,6                                   | 6,63 / −0,4                                   |
| 3     | Anju Bobby George   | Indien         | 6,70         | 6,61 / +0,4               | x                         | x                         | 6,56 / +0,8                                   | 6,70 / +1,2                                   | 6,62 / +0,4                                   |
| 4     | Jade Johnson        | Großbritannien | 6,63         | 6,50 / −0,6               | x                         | 6,63 / +0,5               | 6,42 / −0,4                                   | x                                             | 6,53 / −0,3                                   |
| 5     | Olga Rubljowa       | Russland       | 6,58         | 6,51 / +0,4               | 6,54 / +0,3               | 6,58 / −0,2               | x                                             | 4,75 / +0,6                                   | x                                             |
| 6     | Tünde Vaszi         | Ungarn         | 6,53         | 6,47 / +0,6               | 6,41 / +0,3               | 6,49 / −0,2               | x                                             | 6,53 / 0,5                                    | 6,52 / +1,5                                   |
| 7     | Bronwyn Thompson    | Australien     | 6,48         | 6,48 / −0,3               | 6,44 / +0,7               | 6,39 / −0,6               | 6,39 / +0,3                                   | 6,38 / +0,1                                   | 6,31 / +0,1                                   |
| 8     | Grace Upshaw        | USA            | 6,47         | x                         | 6,37 / −0,2               | 6,47 / +0,1               | 6,40 / +0,4                                   | x                                             | 6,24 / −0,4                                   |
| 9     | Fiona May           | Italien        | 6,46         | 6,41 / −0,1               | 6,46 / +0,1               | 6,42 / −0,6               | nicht im Finale der besten acht Springerinnen | nicht im Finale der besten acht Springerinnen | nicht im Finale der besten acht Springerinnen |
| 10    | Ljudmila Galkina    | Russland       | 6,45         | 6,40 / ±0,0               | x                         | 6,45 / −1,4               | nicht im Finale der besten acht Springerinnen | nicht im Finale der besten acht Springerinnen | nicht im Finale der besten acht Springerinnen |
| 11    | Valentina Gotovska  | Lettland       | 6,42         | x                         | 6,43 / −0,7               | 6,21 / +0,7               | nicht im Finale der besten acht Springerinnen | nicht im Finale der besten acht Springerinnen | nicht im Finale der besten acht Springerinnen |
| 12    | Concepción Montaner | Spanien        | 6,37         | 6,37 / −0,4               | 6,22 / −0,1               | 6,30 / ±0,0               | nicht im Finale der besten acht Springerinnen | nicht im Finale der besten acht Springerinnen | nicht im Finale der besten acht Springerinnen |

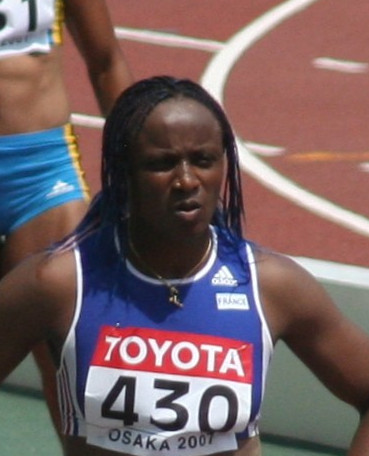
Eunice Barber, 1999 Weltmeisterin im Siebenkampf und nun auch im Weitsprung – sechs Tage zuvor hatte sie bereits Silber im Siebenkampf errungen
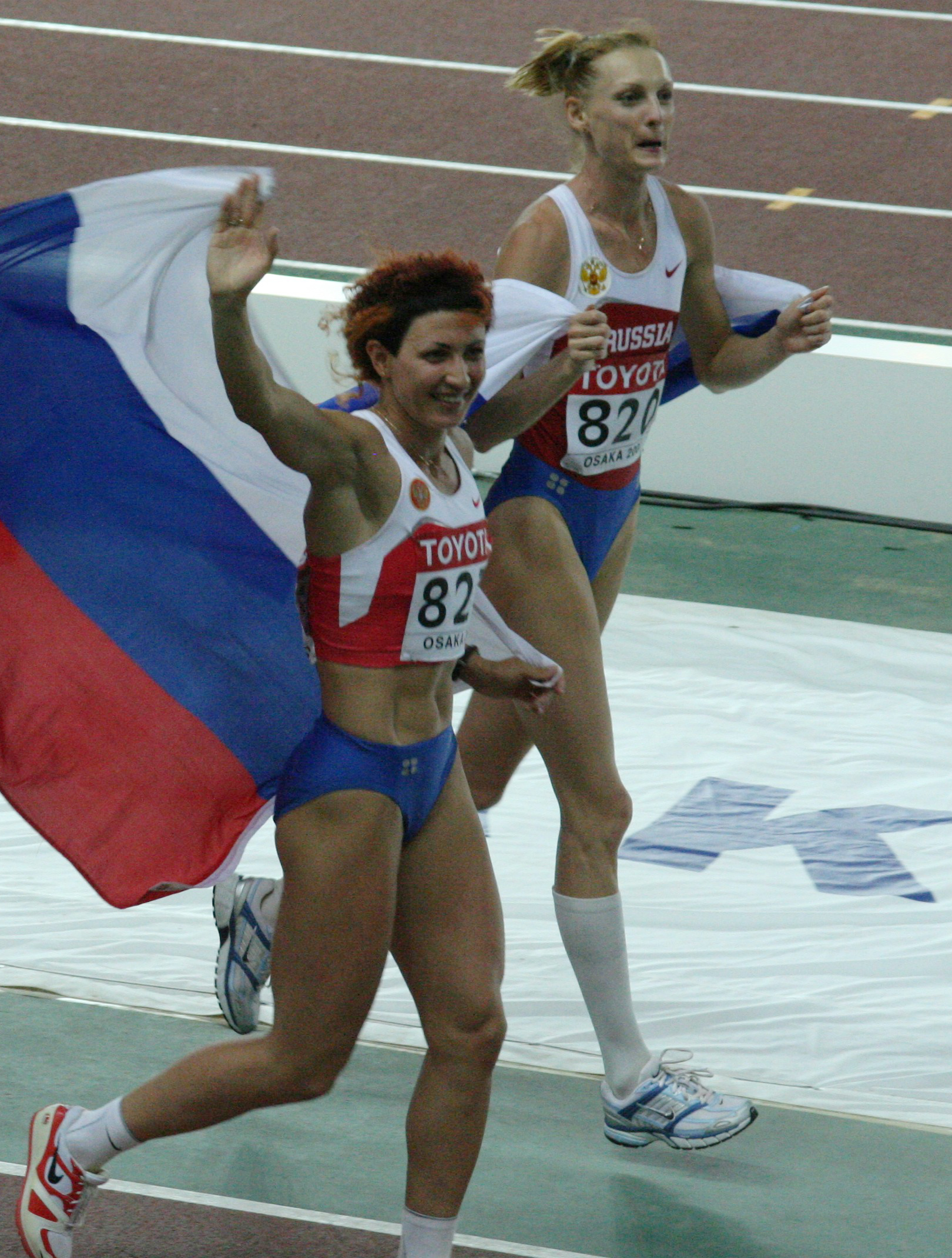
Silber gab es wie schon 2001 für die Olympiadritte von 2000 und amtierende Europameisterin Tatjana Kotowa (rechts)
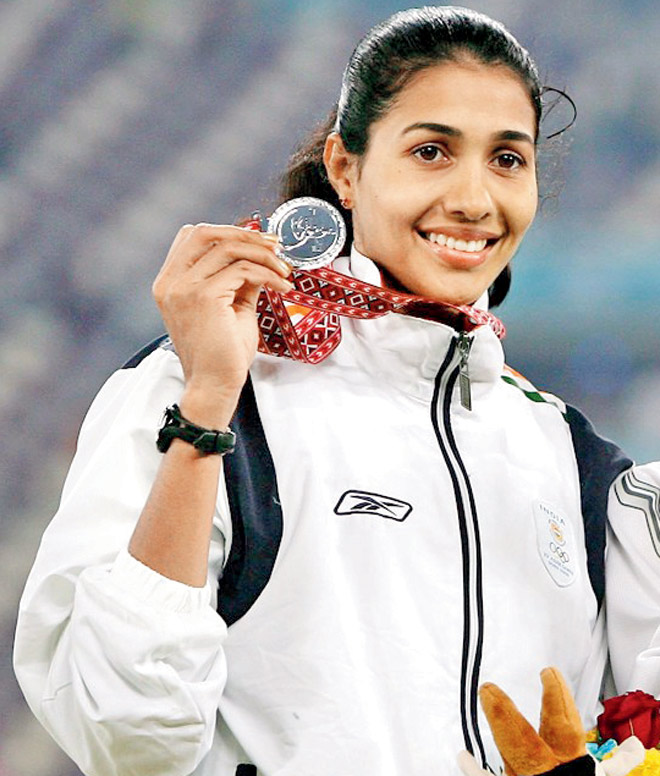
Bronzemedaillengewinnerin Anju Bobby George

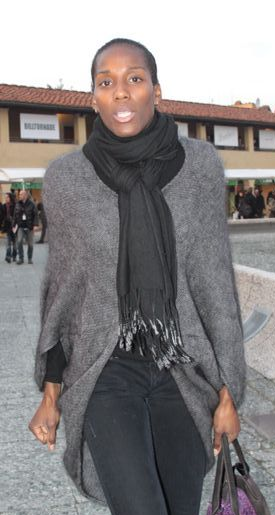
Fiona May, unter anderem zweifache Weltmeisterin (1995/2001) und zweifache Olympiazweite (1996/2000), belegte Rang neun
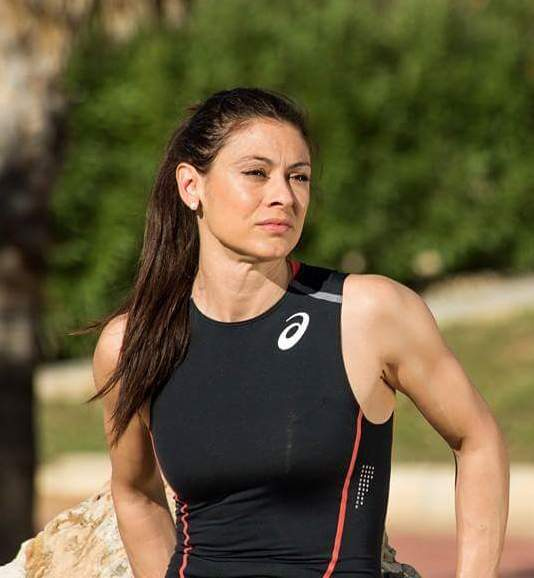
Rang zwölf für Concepción Montaner

## Video
- Paris 2003 Long Jump Women and Men Final auf youtube.com, abgerufen am 17. September 2020